# Freyre (Córdoba)
Freyre ist eine Ortschaft im Departamento San Justo in der zentralargentinischen Provinz Córdoba. Sie liegt etwa 24 km nördlich San Francisco und 240 km östlich der Provinzhauptstadt Córdoba.

## Geschichte
Die Kolonisierung begann 1883, als der Gutsbesitzer Don Crisólogo Oliva drei Felder in der Provinz Córdoba an José Bernardo Iturraspe und Antonio Agrelo verkaufte. Am 9. September 1886 veranlasste Iturraspe die Gründung des Ortes etwa 3500 Meter von der aktuellen Position entfernt. Der Ort bestand zunächst aus einer kleinen, von 13 Häusern umgebenen Kirche. Am 16. Juni 1891 kaufte Iturraspe die Anteile Antonio Agrelos und wurde damit zum alleinigen Eigentümer des Landes.
Ausgelöst durch die Ankunft des ersten Zuges begann 1891 eine langsame aber stetige Abwanderung auf den heutigen Standort.
Freyre ist nach dem Namen der Mutter des Gründers benannt. Das Patronatsfest wird am 7. Oktober zu Ehren der Jungfrau des Rosenkranzes gefeiert.

## Einwohnerentwicklung
Die Bevölkerungszahl stieg seit 2001 von 5906 Einwohnern bis 2010 um 12 % auf 6620 Einwohner.

## Söhne und Töchter der Stadt
- Juan Roldán (1957–2020), Boxer

## Städtepartnerschaft
- Barge, Piemont, Italien, seit dem 10. Juni 1997